# Olivet (Dél-Dakota)
Olivet település az Amerikai Egyesült Államok Dél-Dakota államában, Hutchinson megyében, melynek megyeszékhelye is. Lakosainak száma 64 fő (2020. április 1.).

## Népesség
A település népességének változása:
| Lakosok száma | 74   | 72   | 64   |
|               | 2010 | 2013 | 2020 |